# Tom Carr

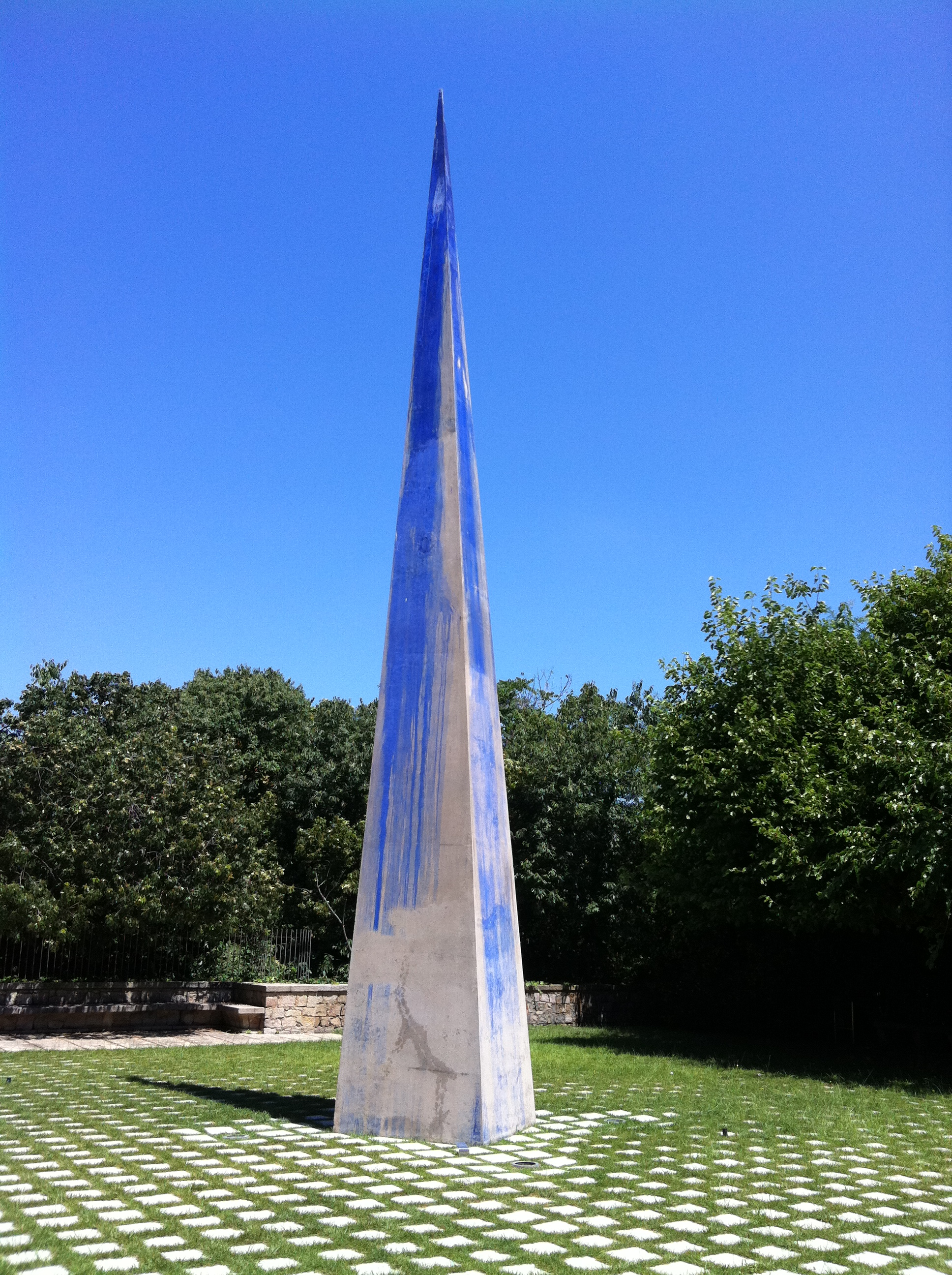
Agulla, obra de 1988-1990 exposada al Jardí de les escultures, al costat de la Fundació Joan Miró, a Barcelona.

Tom Carr (Tarragona, 8 de gener de 1956) és un artista plàstic contemporani que viu i treballa a Sant Quirze del Vallès. És professor a l'Escola Massana de Barcelona i ha impartit cursos a la School of Visual Arts (SVA) de Nova York.
Va néixer a Tarragona i als 4 anys la seva família var marxar a viure als Estats Units. La seva mare era de València i el seu pare estatunidenc. Fins als disset anys va viure a les comunitats universitàries dels Estats Units, a excepció d'un any que va viure a Espanya quan tenia cinc anys, i va aprendre espanyol en un col·legi de monges.
Després d'acabar secundària als Estats Units, va tornar a Espanya amb 18 anys per estudiar Belles Arts. Ha dissenyat espais lumínics de diversos llocs, entre d'altres l'Illa Fantasia de Vilassar de Dalt.

## Exposicions
- 1981- Espai 10 (Fundació Joan Miró) Tom Carr
- 2000. Cyclus. Burgos. Espacio Caja de Burgos.[4]
- 2007. Todo es muy raro. Sabadell. Alliance Française.[5]
- 2009. Reberveratio. Obres de Tom Carr. 1974-2009. Tarragona: Caixa Tarragona.[6][7]
- 2014 - Here and there (outdoor) Art Department, Belmont University, Nashville, TN (EUA)
- 2013-2015 - Tom Carr. Ecos de Carles Buïgas (diversos museus)[8]
- 2020-2021 - Tom Carr. El lloc i l'instant (Museu d'Art Modern de Tarragona)[2]